# Carlos Fernando Figueroa
Carlos Fernando Figueroa Martínez nacido en la Ciudad de Guatemala, el 19 de abril de 1980, es un exjugador profesional de fútbol.  Se retiró deportivamente en el Comunicaciones como también en la Selección de fútbol de Guatemala.

## Cambia el rojo por el blanco
En enero de 2012, Figueroa se une a Comunicaciones. Con los cremas logra anotar varios goles. Anecdótico fue lo cerca que estuvo de anotarle a su equipo de toda la vida en un clásico disputado en el Mateo Flores en septiembre de 2012. Utilizaba el dorsal 29.

## Clubes
| Club                              | País      | Año       |
| --------------------------------- | --------- | --------- |
| Club Social y Deportivo Municipal | Guatemala | 2001-2003 |
| Deportivo Petapa                  | Guatemala | 2003-2004 |
| Club Social y Deportivo Municipal | Guatemala | 2004-2007 |
| Xelajú Mario Camposeco            | Guatemala | 2007-2008 |
| Club Olimpia                      | Paraguay  | 2008-2009 |
| Club Social y Deportivo Municipal | Guatemala | 2009      |
| Xelajú Mario Camposeco            | Guatemala | 2010-2011 |
| Comunicaciones Fútbol Club        | Guatemala | 2012-     |

- Datos: Q5042079